# Georgi Zažitski
Georgi Zažitski (oroszul: Георгий Семёнович Зажицкий, Georgij Szemjonovics Zazsickij) (Luga, 1946. február 5. –) szovjet színekben világbajnok, olimpiai bronzérmes észt párbajtőrvívó, edző.